# Smile (album, The Beach Boys)
Smile mělo být dvanácté album pop rockové skupiny The Beach Boys. Vznikalo v letech 1966–1967, autorsky se na něm podíleli Brian Wilson (hudba, aranžmá, produkce) a Van Dyke Parks (texty, umělecká spolupráce). Natáčeli jej členové The Beach Boys a studioví hudebníci. Nakonec bylo nahrávání v roce 1967 zastaveno. Brian Wilson Smile dokončil až jako sólový koncertní a studiový projekt v roce 2004. Originální nahrávky přibližně zrekonstruované do původně zamýšlené podoby alba z roku 1967 oficiálně vyšly za velkého zájmu kritiky i veřejnosti roku 2011 a získaly cenu Grammy za nejlepší historické album roku.

## Okolnosti vzniku
Po novátorském albu Pet Sounds a celosvětovém úspěchu singlu Good Vibrations se v roce 1966 Brian Wilson rozhodl natočit avantgardní album kombinující složitě aranžovanou hudbu rozdělenou do krátkých často nesouvisejících melodických úseků, jež současně tvořily větší funkční celky (způsob, který se Wilsonovi osvědčil právě při kompozici písně Good Vibrations). Tyto fragmenty, ať už natáčené s hudebním doprovodem nebo formou a capella byly prokládané všemožnými zvukovými efekty, ruchy, hudebními citacemi, zvířecími zvuky i mluveným slovem. Poselstvím desky měla být odlehčená, dobrá nálada (proto název Smile, tj. Úsměv), současně však Wilson kladl na projekt vysoké umělecké nároky sahající na hranici pop music a klasické hudby s poetickými, často až mystickými texty. Wilson o díle mluvil jako o „teenagerovské symfonii k Bohu“ (ačkoliv žádný ze členů The Beach Boys v době natáčení již nebyl teenager).

## Problémy při nahrávání
Brian Wilson v době natáčení konzumoval velké množství drog, včetně halucinogenů, což umocnilo jeho již dříve se projevující zdravotní a psychické problémy, s nimiž měl problémy až do konce života. Složitá a intenzivní práce v kombinaci s užíváním omamných látek vedla k mnohdy zmateným událostem. Často připomínaná je situace, kdy při natáčení skladby Fire (Oheň) Wilson rozdal hudebníkům ve studiu hasičské helmy a posléze během natáčení ve studiu zapálil skutečný oheň, údajně proto, aby navodil hudebníkům správný prožitek. Jindy zase kvůli neobvyklé akustice nutil členy skupiny zpívat na dně vypuštěného bazénu. Když po několika měsících z projektu odstoupil spoluautor Van Dyke Parks, pokračoval Wilson sám, ale z důvodů tvůrčího vyčerpání a obav, jak by experimentální dílo přijala veřejnost, nakonec roku 1967 nahrávání ukončil. 

## Pozdější využití písní
Vzhledem k velkému zájmu médií byl projekt Smile mnohokrát připomínán v tisku a od počátku jej obklopovala aura kultovního díla. Kvůli smluvním závazkům musela skupina The Beach Boys po více než ročním nahrávání dodat firmě Capitol materiál k vydání. Wilson připravil nahrávku stěžejní melodie Heroes and Villains, která vyšla jako singl v červenci 1967. Přes dobré umístění v žebříčcích (#12 v USA, #8 ve Velké Británii) nesplnila skladba vysoké očekávání po celosvětovém úspěchu Good Vibrations (#1 v mnoha zemích), což napomohlo stornování projektu. Nestabilní Wilson nebyl schopen požadovanou desku dokončit, proto souhlasil se zapojením ostatních členů The Beach Boys do tvůrčího i producentského procesu. Skupina některé z písní znovu natočila ve zjednodušených aranžmá (např. Wind Chimes, Wonderful, Vegetables) z jiných použila pouze fragmenty a v této podobě bylo v roce 1967 vydáno rozporuplně přijaté album Smiley Smile. Některé melodické nápady kapela využila  na následující desky Wild Honey (fragment Mama Says) a Friends (ve skladbách Little Bird nebo Diamond Head). Další takřka hotové nahrávky Our Prayer a Cabin Essence zařadila na album 20/20 (1969). Stejně tak se i v dalších letech vracela k některým skladbám, které přepracovávala, např. Cool, Cool Water z alba Sunflower (1970) nebo titulní skladba LP Surf’s Up (1971).

## Oživení projektu
Po vydání části originálních nahrávek na CD boxu The Beach Boys Good Vibrations (1993) začal Wilson příležitostně zařazovat některé skladby do svého koncertního repertoáru. Poté se rozhodl projekt oživit a v roce 2004 jej pod názvem Brian Wilson Presents Smile uvedl na turné, přičemž jej ještě téhož roku natočil také ve studiové podobě. CD mělo komerční ohlas (#13 v USA, #7 v UK) a nahrávka Mrs. O'Leary's Cow (z části Fire) získala cenu Grammy za nejlepší instrumentální nahrávku v oblasti rocku.
Úspěch obou projektů vedl roku 2011 k vytvoření kompilačního alba Smile (v rozšířené verzi The Smile Sessions), tj. rekonstrukce původně zamýšlené desky s dokončenými (nebo takřka dokončenými) studiovými nahrávkami. Kolekce vyšla v podobě jednoho CD, 2 CD a také v obsáhlé pětidiskové edici, stejně jako na vinylu. Měla velmi pozitivní kritické ohlasy, následujícího roku se umístila v aktualizovaném přehledu 500 nejlepších alb historie podle amerického hudebního časopisu Rolling Stone. Získala také cenu Grammy za nejlepší historické album. Brian Wilson tuto cenu převzal na 55. ročníku udělování cen Grammy v roce 2013.

## Seznam skladeb
| Pořadí         | Název                                                           | Délka |
| -------------- | --------------------------------------------------------------- | ----- |
| 1.             | Our Prayer                                                      | 1:05  |
| 2.             | Gee                                                             | 0:51  |
| 3.             | Heroes And Villains                                             | 4:52  |
| 4.             | Do You Like Worms (Roll Plymouth Rock)                          | 3:35  |
| 5.             | I'm In Great Shape                                              | 0:29  |
| 6.             | Barnyard                                                        | 0:48  |
| 7.             | My Only Sunshine (The Old Master Painter / You Are My Sunshine) | 1:55  |
| 8.             | Cabin Essence                                                   | 3:30  |
| 9.             | Wonderful                                                       | 2:04  |
| 10.            | Look (Song For Children)                                        | 2:31  |
| 11.            | Child Is Father Of The Man                                      | 2:10  |
| 12.            | Surf's Up                                                       | 4:12  |
| 13.            | I Wanna Be Around / Workshop                                    | 1:23  |
| 14.            | Vega-Tables                                                     | 3:49  |
| 15.            | Holidays                                                        | 2:33  |
| 16.            | Wind Chimes                                                     | 3:06  |
| 17.            | The Elements: Fire (Mrs. O'Leary's Cow)                         | 2:35  |
| 18.            | Love To Say Dada                                                | 2:32  |
| 19.            | Good Vibrations                                                 | 4:15  |
| Celková délka: | Celková délka:                                                  | 48:20 |

## Obsazení
- Brian Wilson – zpěv, klavír, cembalo, varhany, baskytara, tamburína
- Carl Wilson – zpěv, kytara, baskytara, kastaněty
- Dennis Wilson – zpěv, bicí, perkuse, Hammondovy varhany, xylofon
- Mike Love – zpěv
- Al Jardine – zpěv
- Bruce Johnston – zpěv

Nahrávání se účastnili také studioví hudebníci.